# Te Kuiti
Te Kuiti is een stad in de regio Waikato op het Noordereiland in Nieuw-Zeeland. Het stadje ligt ca. 80 km ten zuiden van Hamilton en in 2001 had Te Kuiti 4374 inwoners.
Te Kuiti is de Maori-naam van de regio waarin de stad zich bevindt. De originele naam luidt Te Kuititanga, dat "De Vallei" betekent.

## Geboren
- Robert Waddell (1975), roeier

## Referentie
1. ↑  "Te Ara" Encyclopedie van Nieuw-Zeeland